# Radebeuler Maschinenfabrik August Koebig
Die Radebeuler Maschinenfabrik August Koebig war eine „Fabrik zur Herstellung von Papierverarbeitungsmaschinen“. Sie ist ein Vorläuferunternehmen der Koenig & Bauer AG Werk Radebeul. Die ruinösen Werksgebäude liegen im Radebeuler Industriegebiet, an der Meißner Straße 17.

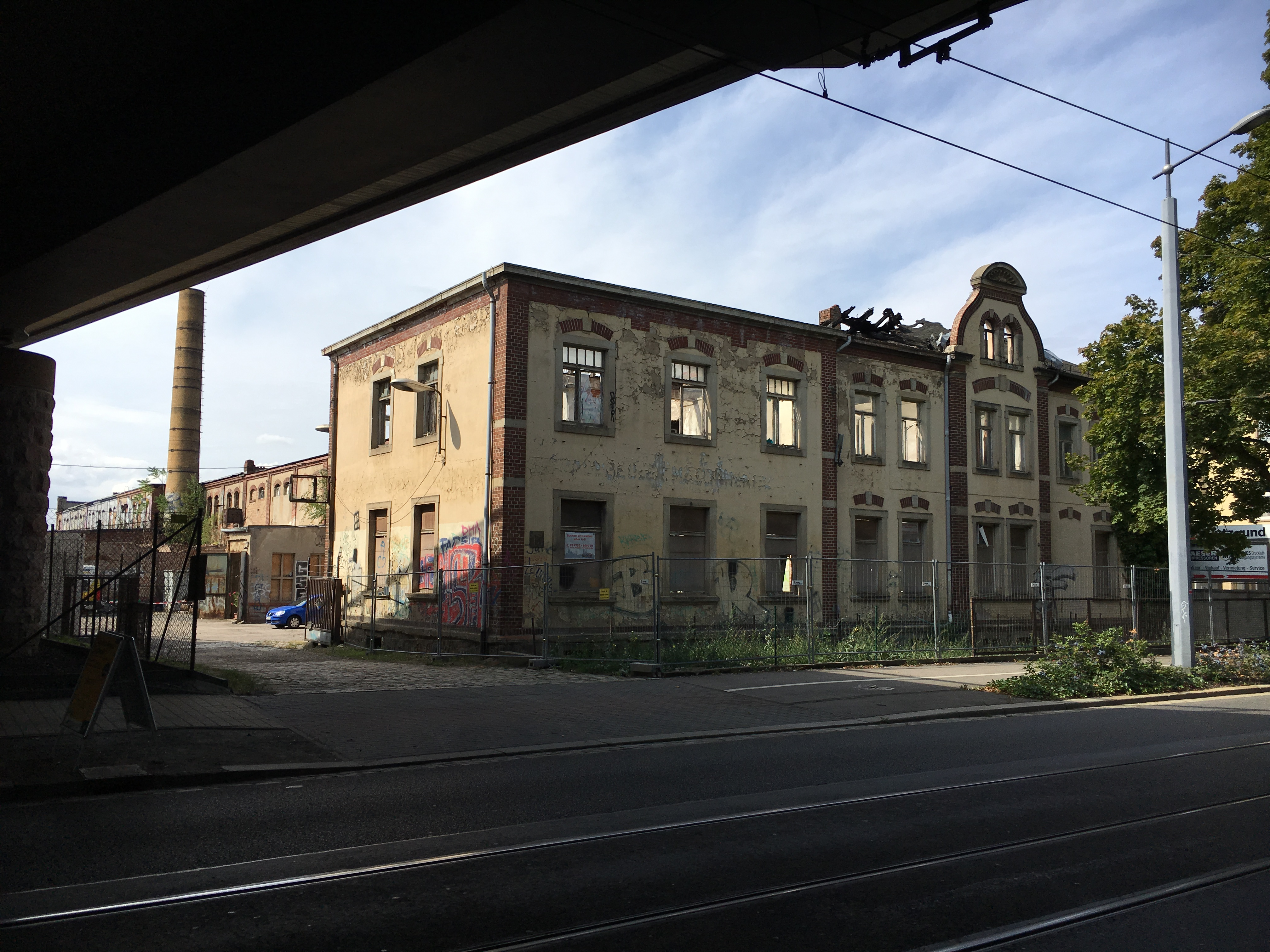
Verwaltungsgebäude an der Meißner Straße, Zustand 2019

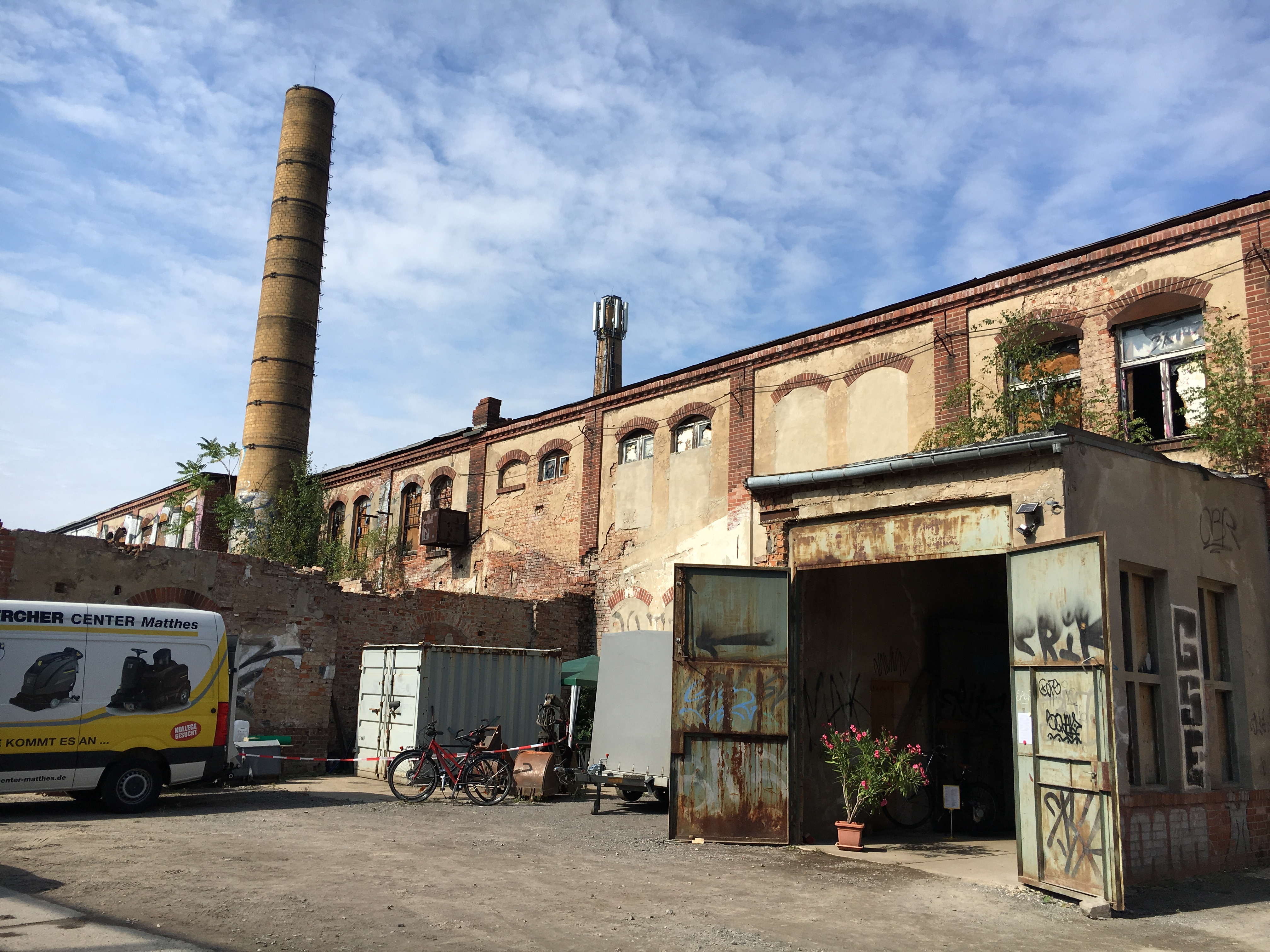
Betriebshallen und der aus statischen Gründen eingekürzte Schornstein, Zustand am Tag des offenen Denkmals 2019

Das „Anwesen dokumentiert die Entwicklung eines Teils von Radebeul zum Fabrikstandort in der zweiten Hälfte des 19. Jahrhunderts, mittlerweile sind derartige Industriearchitekturen in der Lößnitzgemeinde selten geworden“.
Zum Tag des offenen Denkmals 2019 waren die Fabrikhallen für die Öffentlichkeit zugänglich. Es wurde bekannt, dass die Immobilie im Besitz einer ansässigen Unternehmerfamilie grundlegend saniert wird, damit der schräg gegenüberliegende Familienbetrieb aus seinem zu klein gewordenen Gelände in die größeren Hallen der zuletzt als ZERMA bekannten Fabrik umziehen kann.

## Geschichte

### Radebeuler Maschinenfabrik August Koebig
1890 wurde das Unternehmen in Dresden von August Ferdinand Koebig (* 11. März 1855; † 22. November 1944) als „Fabrik zur Herstellung von Papierverarbeitungsmaschinen“ gegründet. 1894 zog die Firma mit 16 Mitarbeitern auf das Industriegebiet Radebeul an der heutigen Meißner Straße 17. Es wurden Maschinen zur Papierverarbeitung und -veredelung, Anilin- und Tiefdruckmaschinen, Spezialanlagen für die Film-, Gummiindustrie und Textilveredlung sowie Belichtungsmaschinen und Entwicklungsanlagen für die Fotoindustrie hergestellt, dazu Maschinen zur Herstellung von Puderpapier. 1939 arbeiteten dort 290 Mitarbeiter.
Nach dem Zweiten Weltkrieg wurde die Fabrik demontiert und als VEB RAMASCH wieder ins Leben gerufen. 1961 zog die Firma in ein neues Fabrikgebäude in der Friedrich-List-Straße 2 um. Es wurden Maschinen für die Papierveredelung und Lackierung hergestellt. 1967 bzw. 1968 wurde RAMASCH dann in das Druckmaschinenwerk Planeta, heute ein Werk von Koenig & Bauer, integriert.

### Zerkleinerungsmaschinen „ZERMA“

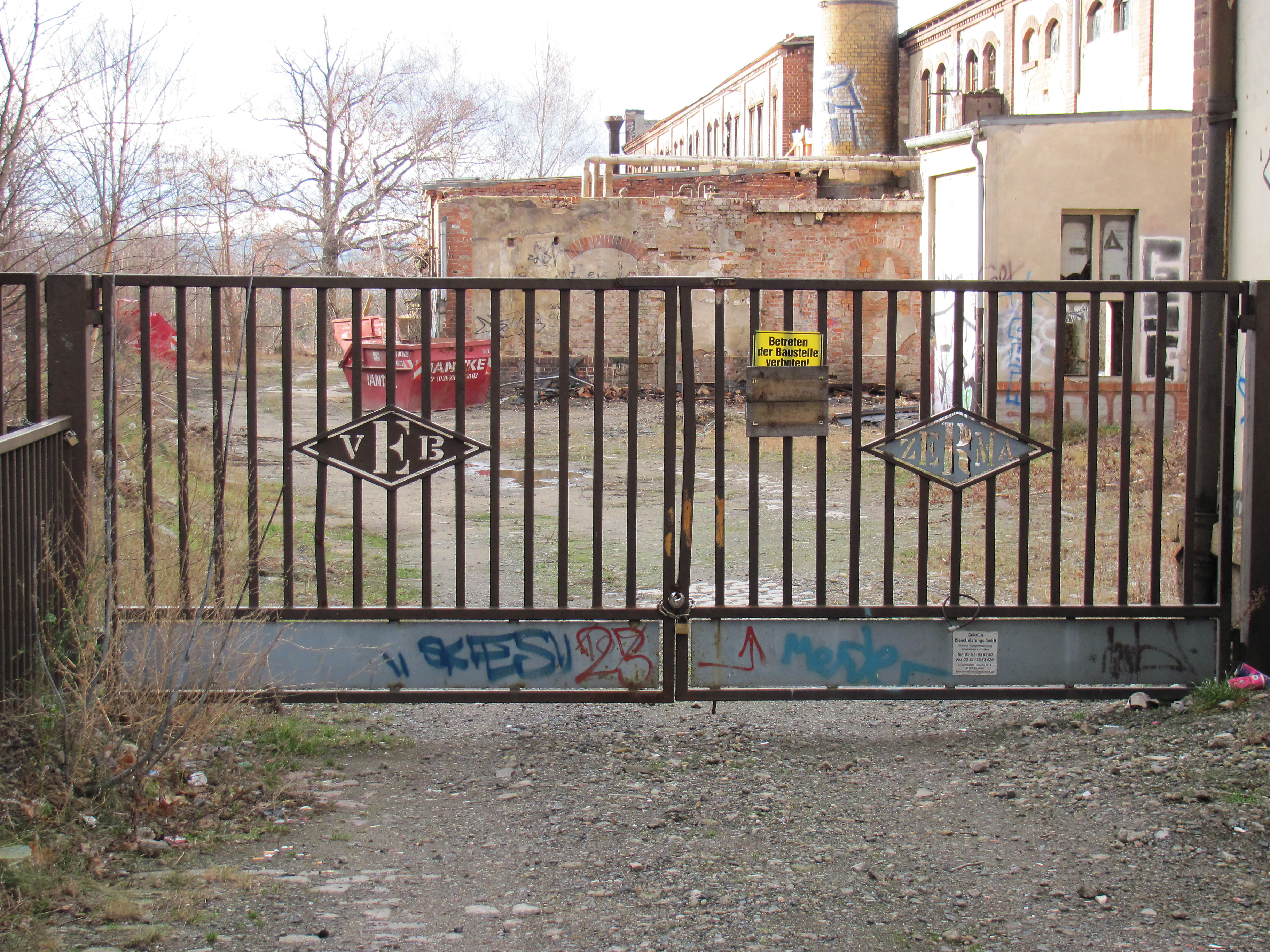
Werkstor von ZERMA mit Firmenemblem, Blick auf den Gebäudezustand 2012

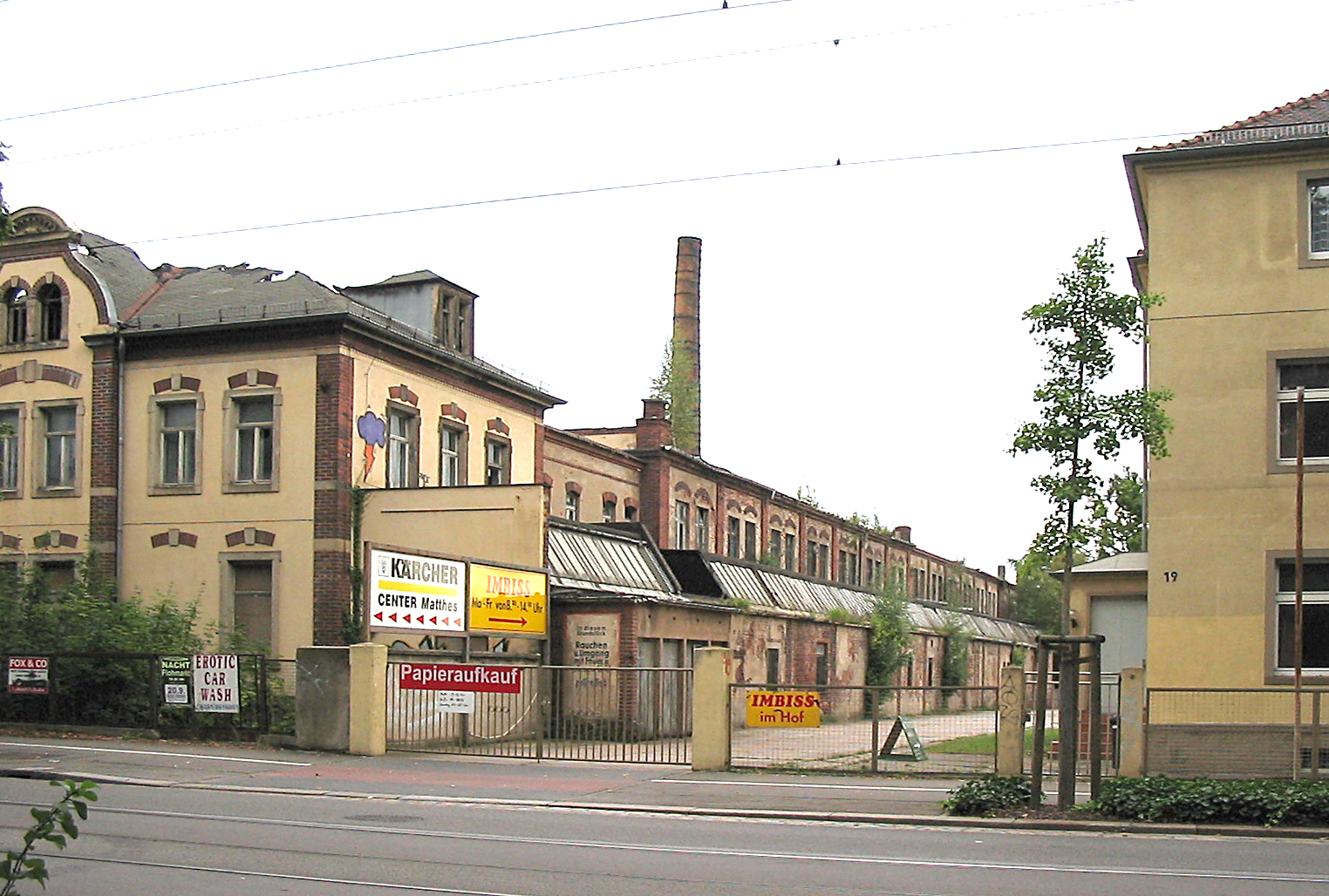
Betriebsgebäude von Koebig an der Meißner Straße, Fabrikhallen, 2008

Das 1941 (oder 1943) gegründete Unternehmen Zerkleinerungsmaschinenbau E. Günzel KG (Güma) war zu DDR-Zeiten gezwungen, eine staatliche Beteiligung aufzunehmen, wurde im April 1972 verstaatlicht und in den VEB Zerkleinerungsmaschinen „ZERMA“ umgewandelt. Der Betrieb, der als einziges DDR-Unternehmen Zerkleinerungsmaschinen für die Plaste-Industrie zur Herstellung von Kunststoffgranulaten baute, verlegte nach der Umfirmierung seinen Betriebssitz von der Sidonienstraße in die ehemaligen RAMASCH-Werksgebäude an der Meißner Straße 17.
In den 1980er Jahren arbeiteten dort 120 Mitarbeiter. Nach der Umfirmierung in eine GmbH 1990 ging der Betrieb 1994 in die Insolvenz. Der 1994 in Baden-Württemberg neu gegründete Betrieb AMIS Maschinen-Vertriebs GmbH übernahm Teile der ZERMA; der heutige Vertriebssitz ZERMA Europe in Zuzenhausen beruft sich in seinem Firmenprospekt auf über 50 Jahre Produkterfahrung. Ende 1995 wurde der Betrieb in Radebeul geschlossen. 1999 wurde mit der ZERMA Machinery & Recycling Technology Co., Ltd. in Shanghai die neue Unternehmenszentrale sowie der heutige Produktionssitz neu gegründet. Heute ist das Unternehmen ein weltweit führender Hersteller von Kunststoffzerkleinerungs-Schneidmühlen.
Vergeblich waren die Bemühungen des im Oktober 1995 gegründeten Vereins ZERR-MA-MIT, die Werkshallen zu einem Kulturzentrum umzugestalten.

## Beschreibung

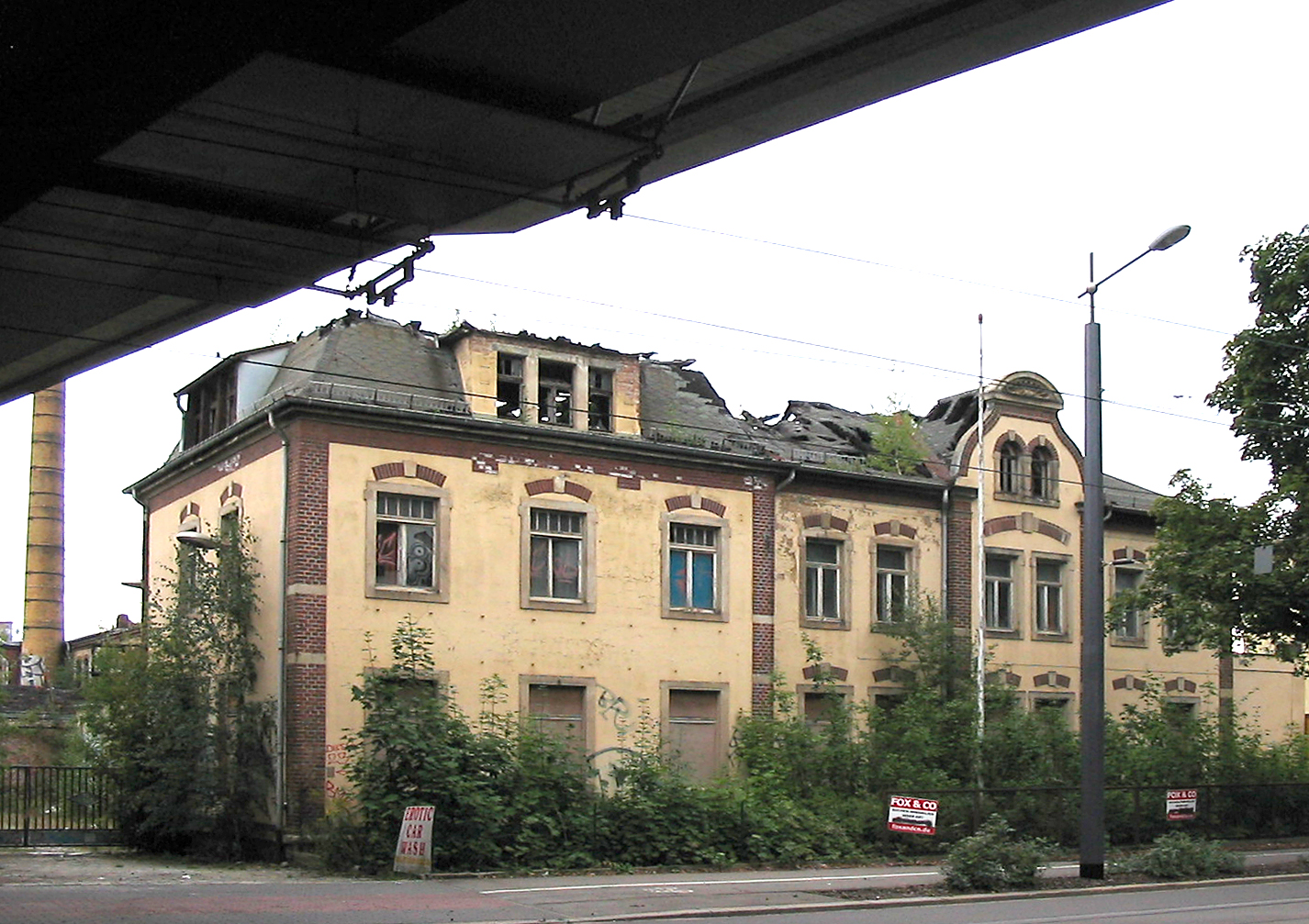
Betriebsgebäude von Koebig an der Meißner Straße, 2008 nach einem Brand
(links oben die Unionbrücke der BAB 4)

Die Bauerlaubnis für den zweigeschossigen, rechten Kopfbau als Wohn- und Kontorgebäude wurde im Oktober 1895 erteilt. Zur Straße zeigt er einen Mittelrisalit, der mit einem Giebel überhöht ist, um ein flaches Walmdach zu verdecken. Die dahinter liegenden, flachen, zweigeschossigen Produktionshallen wurden 1900 erbaut.
Links an der Straße entstand 1910 durch das Baugeschäft F. W. Eisold ein weiterer Baukörper mit einem Mansarddach sowie einem Zwerchhaus. Beide Putzbauten an der Meißner Straße haben Bruchsteinsockel und Fensterrahmungen in Sandstein. Die Überfangbögen der Fenster und die Lisenen sind in Ziegelsteinen gemauert.
Die seit 1995 leerstehenden, unter Denkmalschutz stehenden zwei rückwärtigen Werkhallen nebst Fabrikschornstein waren bis Ende der 2010er Jahre in ruinösem Zustand. Die hinten im Grundstück liegenden Hallen waren im Jahr 2019 gesichert und wurden zu Räumen eines ortsansässigen Familienbetriebs umgebaut.
Der aus zwei Baukörpern bestehende, denkmalgeschützte Wohn- und Verwaltungsbau an der Meißner Straße, ein zweigeschossiger Kopfbau mit zeittypischer Putzfassade mit Ziegelgliederungen, ist nach einem Brand abgängig.